# Сен-Шарль (река)
Сен-Шарль — река в провинции Квебек в Канаде, протекает через город Квебек, являясь его основной рекой. Самоназвание реки на гуронском языке (вайандот) — Akiawenrahk.

## География
Река вытекает из одноимённого озера, её длина примерно 33 км; устьем является река Святого Лаврентия. Площадь бассейна водоёма — 550 км². Вдоль реки проживает около 350 тысяч человек, основная часть — в городе Квебек. Эта водосборная площадь реки является одним из самых густонаселённых мест провинции Квебек, со средней плотностью 600 человек на квадратный километр.
Многие потоки города Квебек и его окрестностей являются притоками реки Сен-Шарль.
Водосборный бассейн реки включает шесть более мелких бассейнов. Помимо бассейна озера Сен-Шарль, это:
- Rivière des Hurons
- Rivière Jaune
- Rivière Nelson
- Rivière du Berger
- Rivière Lorette